# Arenga listeri
Arenga listeri är en enhjärtbladig växtart som beskrevs av Odoardo Beccari och Daniel Oliver. Arenga listeri ingår i släktet Arenga och familjen Arecaceae. IUCN kategoriserar arten globalt som sårbar.
Artens utbredningsområde är Julön. Inga underarter finns listade i Catalogue of Life.